# Хатійя
Хатійя (єгипет. h;tj-', дав.-гр. νομάρχης) — посада управителя нома в Стародавньому Єгипті династичного періоду.
Був представником фараона, а також здійснював контроль і управління адміністративної області. У його повноваження входили збір податків, судові функції, набір і забезпечення військ, господарське адміністрування.
Посада спочатку була спадковою, але згодом хатійя призначалися фараоном. Практика спадкових хатійя відроджувалася в часи ослаблення центральної влади. Деякі хатійя здобували такий вплив, що врешті-решт і самі ставали фараонами.